# Багиров, Тофик Гусейн оглы
Тофик Гусейн оглы Багиров (азерб. Tofiq Hüseyn oğlu Bağırov; род. 1940, г. Кази-Магомед, Азербайджанская ССР) — советский азербайджанский железнодорожник, лауреат Государственной премии Азербайджанской ССР (1980). Народный депутат СССР (1989—1991)

## Биография
Родился в 1940 году в семье железнодорожника в городе Кази-Магомед Азербайджанской ССР (ныне город Аджикабул).
Окончил Бакинский техникум железнодорожного транспорта.
Трудился машинистом электровоза локомотивного депо Баладжары имени А. А. Джафарова Азербайджанской железной дороги. На работе проявил себя как опытный машинист и передовой рационализатор, достигал высоких показателей производительности труда. В 1980 году Багиров положил почин новой практике доставки грузов спаренными поездами, доставив в одно время спаренным поездом с прицепленными к каждому из поездов 54 вагонами 5000 тонн груза; применение рацпредложения Багирова на практике позволило ускорить доставку грузов железной дорогой, а также ежегодно экономить 30-40 миллионов кВт/ч электроэнергии, за это Багирову была присуждена Государственная премия Азербайджанской ССР. Занимался подготовкой молодых кадров.
Активно участвовал в общественно-политической жизни республики и Советского Союза. Состоял в КПСС, избирался членом партийного комитета предприятия. Поднимал острые общественно-бытовые и производственные темы для дискуссий, в частности темы устаревания оборудования, задержек в железнодорожных перевозках, социальных условий железнодорожников.
В 1989 году избран народным депутатом СССР от Бакинского—Кировского национально-территориального избирательного округа № 195 Азербайджанской ССР.